# Lili Lozan
Lili Lozan, cu numele complet Lilia Lozan, cunoscută și ca Lily Lozan (n. 4 octombrie 1986, satul Izvoare, raionul Orhei) este o jurnalistă, prezentatoare de televiziune din Republica Moldova. În prezent, este gazda matinalului „Prima Oră” de la postul privat de televiziune Prime, alături de Eugen Bulgaru.

## Biografie
Lili Lozan s-a născut în satul Izvoare, raionul Orhei. Este fiica lui Veaceslav și a Vioricăi Lozan.  Are un frate, Vlad Lozan. A urmat cursurile Gimnaziului din satul Izvoare, apoi cele ale Liceului cu Profil Pedagogic „Vasile Lupu” din orașul Orhei. A absolvit Facultatea de Jurnalism și Științe ale Comunicării (Universitatea de Stat din Moldova), nivel licență. Este magistru în Drept Economic, în urma absolvirii studiilor de master la Universitatea de Studii Europene din Moldova. Este căsătorită cu Adrian Dașchevici, din anul 2014. 

## Carieră
În 2007, Lili Lozan și-a început activitatea la revista „Gustos”, în calitate de reporter. Apoi, a moderat programul de dedicații și cel de weekend la postul de radio  Kiss FM. În continuare, a făcut parte din echipa de prezentatori ai reality-show-ului „Fabrica de Staruri”, difuzat de Prime. La același post de televiziune, a devenit gazda matinalului „Prima Oră”. Au urmat 2 ani în care jurnalista a prezentat emisiunea de autor „Live cu Lili Lozan”, la postul privat Publika TV.  A deținut funcția de producător general la Muz TV. Ulterior, a revenit la Prime, în calitate de prezentatoare a emisiunii„Prima Oră”, pe care o moderează și în prezent, alături de Eugen Bulgaru și care a fost desemnată „Cea mai bună emisiune de divertisment” în anul 2017, de către revista VIP Magazin.

## Premii
2017:   Premiul pentru „Cea mai bună emisiune de divertisment prezentată”, decernat de revista VIP Magazin; 
2016:  Premiul „Omul Anului 2016”, decernat de revista VIP Magazin;
2015:  Premiul pentru „Cea mai bună prezentatoare de divertisment”, oferit de Revista Aquarelle;
2015:  Premiul pentru „Cea mai stilată prezență TV”, decernat de Revista Fashion Vip.

### Interviuri
- Lili Lozan: Universul meu
- Avon Love Stories. Lili Lozan Arhivat în 3 mai 2015, la Wayback Machine.
- Lili Lozan - cea mai matinală fashion jurnalistă de la Prime TV Arhivat în 23 martie 2016, la Wayback Machine.
- Lili Lozan: Fericirea este atunci cînd... Arhivat în 16 iulie 2017, la Wayback Machine.